# Mandiraja
Mandiraja este un oraș din Indonezia. Populația orașului la recensământul din 2010 era de 63.679 locuitori. De asemenea, Mandiraja este reședința districtului cu același nume.

## Sate în districtul Mandiraja
- Mandirajawetan
- Mandirajakulon
- Kebakalan
- Panggisari
- Simbang
- Kertayasa
- Candiwulan
- Blimbing
- Purwasaba
- Glempang
- Salamerta
- Kebanaran

- Kaliwungu
- Somawangi
- Jalatunda

## Geografie
Mandiraja este situat în mijlocul insulei Java, în Provincia Java Centrală (Jawa Tengah).